# Вільясека-де-Енарес
Вільясека-де-Енарес (ісп. Villaseca de Henares) — муніципалітет в Іспанії, у складі автономної спільноти Кастилія-Ла-Манча, у провінції Гвадалахара. Населення — 49 осіб (2010).
Муніципалітет розташований на відстані близько 100 км на північний схід від Мадрида, 48 км на північний схід від Гвадалахари.

## Демографія
Динаміка населення (INE ):

## Галерея зображень

Розташування муніципалітету у провінції Гвадалахара